# Entertainment Weekly
Entertainment Weekly es una revista publicada por Time Inc. en los Estados Unidos que cubre películas, televisión, música, producciones teatrales de Broadway, libros y cultura popular.

## Sitio web
El sitio web de la revista EW.com ofrece a los usuarios contenido diario, noticias de última hora, blogs, resúmenes de televisión, programación de videos originales y exclusivas de entretenimiento, y sirve como archivo de entrevistas, columnas y fotos de revistas anteriores. Junto con un sitio web, EW también tiene una estación de radio en Sirius XM.
En abril de 2011, comScore Media Metrix clasificó a EW.com como la séptima propiedad de noticias de entretenimiento más popular en los Estados Unidos.

## Premios Poppy
Anteriormente llamados Premios Ewwy, los Premios Poppy fueron creados por Entertainment Weekly para honrar a las series dignas y a los actores no nominados para los Premios Primetime Emmy.